# Doncaster Rovers FC
Doncaster Rovers FC är en engelsk professionell fotbollsklubb i Doncaster, grundad 1879. Hemmamatcherna spelas på Keepmoat Stadium. Klubben spelar sedan säsongen 2025/26 i League One.

## Historia

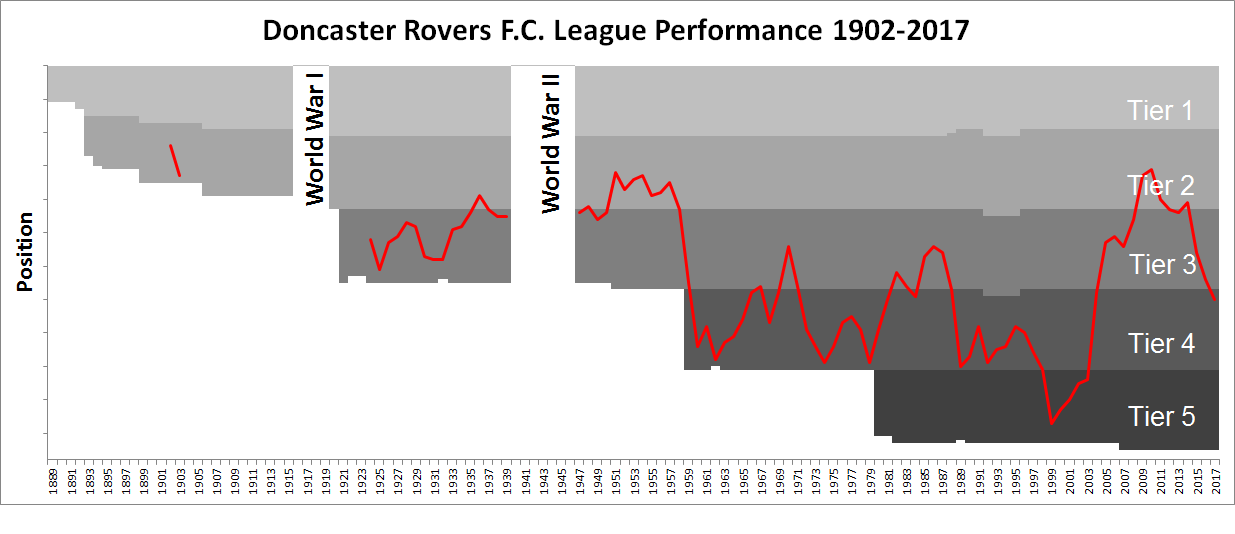
Klubbens ligaplaceringar från och med 1902.

Klubben har som bäst spelat i den näst högsta divisionen (nuvarande The Championship) men har varit så långt nere i ligasystemet som nivå 5 (nuvarande National League).
Säsongen 2015/16 blev klubben nedflyttade till League Two, men gick genast upp igen till League One. 
Säsongen 2024/5 vann de återigen League Two, och spelar 2025/6 åter i League One

## Spelare

### Spelartrupp
| 1  | Irland    | Ian Lawlor          | 27 oktober 1994  | Dundee (-23)    |
| 29 | Frankrike | Thimothée Lo-Tutala | 13 februari 2003 | Hull City (-25) |

| 2  | England   | Jamie Sterry     | 21 november 1995 | Hartlepool United (-23)     |
| 3  | Skottland | James Maxwell    | 9 december 2001  | Rangers (-22)               |
| 5  | England   | Matty Pearson    | 3 augusti 1993   | Huddersfield Town (-25)     |
| 6  | Irland    | Jay McGrath      | 15 april 2003    | St Patrick's Athletic (-24) |
| 12 | Irland    | Connor O'Riordan | 19 oktober 2003  | Blackburn Rovers (-25)      |
| 16 | England   | Tom Nixon        | 20 februari 2002 | Hull City (-24)             |
| 23 | England   | Jack Senior      | 13 januari 1997  | FC Halifax Town (-23)       |
| 27 | Irland    | Seán Grehan      | 8 januari 2004   | Crystal Palace (-25)        |
| 28 | England   | Bobby Faulkner   | 5 augusti 2004   | Doncaster Rovers FC         |
| 31 | England   | Will Flint       | 12 december 2005 | Doncaster Rovers FC         |

| 4  | England   | Owen Bailey      | 22 januari 1999   | Gateshead (-23)         |
| 7  | England   | Luke Molyneux    | 29 mars 1998      | Hartlepool United (-22) |
| 8  | England   | George Broadbent | 30 september 2000 | Sheffield United (-23)  |
| 10 | England   | Joe Sbarra       | 21 december 1998  | Solihull Moors (-24)    |
| 11 | England   | Jordan Gibson    | 28 februari 1998  | Carlisle United (-24)   |
| 15 | Wales     | Harry Clifton    | 12 juni 1998      | Grimsby Town (-24)      |
| 17 | Skottland | Glenn Middleton  | 1 januari 2000    | Dundee United (-25)     |
| 18 | Wales     | Charlie Crew     | 15 juni 2006      | Leeds United (-25)      |
| 19 | England   | Damola Ajayi     | 27 december 2005  | Tottenham Hotspur (-25) |
| 21 | England   | Kyle Hurst       | 20 april 2002     | Birmingham City (-22)   |
| 22 | England   | Robbie Gotts     | 9 november 1999   | Barrow (-25)            |
| 24 | England   | Zain Westbrooke  | 28 oktober 1996   | Bristol Rovers (-23)    |
| 33 | England   | Ben Close        | 8 augusti 1996    | Portsmouth (-21)        |

| 9  | England | Brandon Hanlan | 31 maj 1997     | Wycombe Wanderers (-25) |
| 14 | England | Billy Sharp    | 5 februari 1986 | Hull City (-24)         |
| 20 | England | Joe Ironside   | 16 oktober 1993 | Cambridge United (-23)  |

Not: Spelare i kursiv stil är inlånade.

### Utlånade spelare
| Nr | Land    | Pos | Namn                                                        |
| -- | ------- | --- | ----------------------------------------------------------- |
| 40 | England | F   | Kasper Williams (i Bridlington Town till 11 september 2025) |

| Nr | Land    | Pos | Namn                                                          |
| -- | ------- | --- | ------------------------------------------------------------- |
| 42 | England | F   | Sam Straughan-Brown (i Peterborough Sports till 30 juni 2026) |

## Övrigt
Louis Tomlinson från bandet One Direction, som tidigare spelat med klubbens reservlag, var 2014 aktuell som möjlig ny ägare till klubben. Han lyckades dock inte få ihop det kapital som behövdes.

## Meriter

### Liga
- The Championship eller motsvarande (nivå 2): Sjua 1901/02 (högsta ligaplacering)
- League One eller motsvarande (nivå 3): Mästare 1934/35 (North), 1946/47 (North), 1949/50 (North), 2012/13
- League Two eller motsvarande (nivå 4): Mästare 1965/66, 1968/69, 2003/04
- Midland Football League: Mästare 1896/97, 1898/99

### Cup
- EFL Trophy: Mästare 2006/07
- Sheffield & Hallamshire Senior Cup: Mästare 1890/91, 1911/12, 2000/01, 2001/02
- Sheffield & Hallamshire County Cup: Mästare 1935/36, 1937/38, 1940/41, 1955/56, 1967/68, 1975/76, 1985/86
- Conference League Cup: Mästare 1998/99, 1999/00
- Wharncliffe Charity Cup: Mästare 1922/23